# Halysidota jucunda
Halysidota jucunda är en fjärilsart som beskrevs av Herrich-Schäffer 1855. Halysidota jucunda ingår i släktet Halysidota och familjen björnspinnare. Inga underarter finns listade i Catalogue of Life.